# برایان نولو
برایان نولو (فرانسوی: Bryan Nauleau‎؛ زادهٔ ۱۳ مارس ۱۹۸۸) دوچرخه‌سوار اهل فرانسه است.
از باشگاه‌هایی که در آن رکاب زده‌است می‌توان به تیم دوچرخه‌سواری دیرکت انرژی اشاره کرد.